# Termitodiellus besucheti
Termitodiellus besucheti är en skalbaggsart som beskrevs av Renaud Maurice Adrien Paulian 1983. Termitodiellus besucheti ingår i släktet Termitodiellus och familjen Aphodiidae. Inga underarter finns listade i Catalogue of Life.